# Superpuchar Francji w piłce siatkowej mężczyzn (2021)
Superpuchar Francji w piłce siatkowej mężczyzn 2021 (oficjalnie Supercoupe de France masculine de volley-ball 2021) – dziesiąta edycja rozgrywek o Superpuchar Francji rozegrana 2 października 2021 roku w hali sportowej Palestra w Chaumont. W meczu o Superpuchar udział wzięły dwa kluby: AS Cannes oraz Chaumont VB 52 Haute-Marne, tj. mistrz i wicemistrz Francji w sezonie 2020/2021.
Po raz drugi zdobywcą Superpucharu Francji został klub Chaumont VB 52 Haute-Marne.
MVP spotkania wybrany został Raphaël Corre.

## Drużyny uczestniczące
| Drużyna                    | Osiągnięcia w sezonie 2020/2021 |
| -------------------------- | ------------------------------- |
| AS Cannes                  | mistrzostwo Francji             |
| Chaumont VB 52 Haute-Marne | wicemistrzostwo Francji         |

## Mecz
Sobota, 2 października 2021 – 20:30 (UTC+02:00) • Palestra, Chaumont
Widzów: 1451
Czas trwania meczu: 102 minuty
Sędziowie: Marc Bérard i Ehsan Rejaeyan
| AS Cannes                 | 0:3                          | Chaumont VB 52 Haute-Marne |
| David Sossenheimer 11 pkt | (20:25, 25:27, 28:30) raport | Osniel Melgarejo 15 pkt    |

| Poz.                 | Nr | Zawodnik             | 1          | 2           | 3           | 4 | 5 | Pkt |
| -------------------- | -- | -------------------- | ---------- | ----------- | ----------- | - | - | --- |
| A                    | 1  | Christian Fromm      | 7 cztery   | 8 pięć      | 8 pięć      |   |   | 10  |
| P                    | 5  | David Sossenheimer   | 5 dwa      | 6 trzy      | 6 trzy      |   |   | 11  |
| P                    | 7  | Ołeksij Klamar       | 8 pięć     | 9 sześć     | 9 sześć     |   |   | 3   |
| R                    | 8  | Danilo Gelinski      | 4 jeden    | 5 dwa       | 5 dwa       |   |   | 3   |
| Ś                    | 9  | Danijel Koncilja     | 9 sześć    | 4 jeden     | 4 jeden     |   |   | 5   |
| Ś                    | 12 | Krasimir Georgiew    | 6 trzy     | 7 cztery    | 7 cztery    |   |   | 10  |
| L                    | 14 | Jérémie Mouiel       | L          | L           | L           |   |   |     |
| Zmiany               |    |                      |            |             |             |   |   |     |
| P                    | 2  | Daniel Gruvaeus      |            | 14 zmiana5  | 14 zmiana5  |   |   |     |
| Ś                    | 3  | Romain Brégent       | 17 zmiana8 | 17 zmiana8  | 17 zmiana8  |   |   |     |
| R                    | 4  | Allan Tschupp        |            | 21 zmiana12 | 21 zmiana12 |   |   |     |
| Nie weszli na boisko |    |                      |            |             |             |   |   |     |
| Ś                    | 6  | Rodrigue Manuohalalo |            |             |             |   |   |     |
| P                    | 20 | Jeffrey Menzel       |            |             |             |   |   |     |
| Trener               |    |                      |            |             |             |   |   |     |
| Horacio Dileo        |    |                      |            |             |             |   |   |     |

| Poz.                 | Nr | Zawodnik            | 1           | 2           | 3           | 4 | 5 | Pkt |
| -------------------- | -- | ------------------- | ----------- | ----------- | ----------- | - | - | --- |
| P                    | 2  | Osniel Melgarejo    | 9 sześć     | 7 cztery    | 9 sześć     |   |   | 15  |
| R                    | 6  | Raphaël Corre       | 5 dwa       | 9 sześć     | 5 dwa       |   |   | 1   |
| Ś                    | 8  | Fabian Plak         | 7 cztery    | 5 dwa       | 7 cztery    |   |   | 5   |
| P                    | 10 | Adrian Aciobăniței  | 6 trzy      | 4 jeden     | 6 trzy      |   |   | 4   |
| A                    | 15 | Maxime Roatta       | 8 pięć      | 6 trzy      |             |   |   | 8   |
| Ś                    | 17 | Roamy Alonso        | 4 jeden     | 8 pięć      | 4 jeden     |   |   | 10  |
| L                    | 19 | Franco Massimino    | L           | L           | L           |   |   |     |
| Zmiany               |    |                     |             |             |             |   |   |     |
| Ś                    | 4  | Moussé Gueye        |             |             | 17 zmiana8  |   |   | 5   |
| P                    | 5  | Maxime Laumon       |             | 26 zmiana17 | 19 zmiana10 |   |   |     |
| A                    | 12 | Jesús Herrera Jaime | 15 zmiana6  | 24 zmiana15 | 8 pięć      |   |   | 11  |
| R                    | 14 | Cédric Da Silva     | 24 zmiana15 |             | 26 zmiana17 |   |   |     |
| Nie weszli na boisko |    |                     |             |             |             |   |   |     |
| L                    | 7  | Pierre Bouleau      |             |             |             |   |   |     |
| Trener               |    |                     |             |             |             |   |   |     |
| Silvano Prandi       |    |                     |             |             |             |   |   |     |

## Statystyki meczowe
| CAN | STATYSTYKI        | CHA |
| 73  | MAŁE PUNKTY       | 82  |
| 38  | ATAK              | 45  |
| 2   | BLOK              | 10  |
| 2   | SERWIS            | 4   |
| 31  | BŁĘDY PRZECIWNIKA | 23  |

## Wyjściowe ustawienie drużyn
| Gelinski Sossenheimer Georgiew Fromm Klamar Koncilja Mouiel Alonso Corre Aciobăniței Plak Roatta Melgarejo Massimino |